# Vittman Ádám
Vittman Ádám (Nagykanizsa, 1991. november 23. –) magyar labdarúgó.

## Pályafutása
Vittman Ádám 2006 óta a ZTE labdarúgója, előtte Becsehelyen és Nagykanizsán játszott. A csatár végigjárta a szamárlétrát a zalaegerszegi klubnál. 2011 nyarán kölcsönbe az FC Ajka csapatához került, ahonnan a Zalaegerszeg 2012 februárjában visszarendelte. 2012 júliusában a ZTE kölcsönadta az Andráshida csapatának.